# Ophichthus apicalis
Ophichthus apicalis is een straalvinnige vissensoort uit de familie van slangalen (Ophichthidae). De wetenschappelijke naam van de soort is voor het eerst geldig gepubliceerd in 1830 door Anonymous Bennett.